# 헤테로프리스속
헤테로프리스속(Heterophrys)은 육질태양충류에 속하는 원생생물 속의 하나이다. 헤테로프리스 마리아포다(Heterophrys myriapoda)를 포함하고 있다.